# Pfongauer Bach
Der Pfongauer Bach ist ein kleiner Bach in den Gemeindegebieten von Neumarkt am Wallersee und Straßwalchen des Bezirks Salzburg-Umgebung im Land Salzburg. Er ist ein linker Nebenfluss des Hainbachs.

## Geographie
Der Pfongauer Bach entsteht im Neumarkter Ort Pfongau aus dem Zusammenfluss seiner beiden Oberläufe, des linken und von Südosten kommenden Hagenwaldbachs und des rechten Seitzbachs aus dem Osten. Beide Quellbäche entspringen nahe der Grenze zu Oberösterreich. Der Hagenwaldbach ist etwas länger, sein Lauf wird auch oft zum Pfongauer Bach geschlagen.

### Hagenwaldbach
Der Hagenwaldbach entspringt auf etwa 665 m ü. A.  nördlich des Ortes Sommerholz von Neumarkt und wenig östlich des Wohnplatzes Brandstätt. Er fließt anfangs nach Norden durch ein Waldstück, in dem er sich mehr und mehr nach Nordwesten wendet. Bald nimmt er von rechts zwei kleine Gräben auf, die zwischen Roith und Lengroid am rechten Talhang entstehen. Nun lange westnordwestwärts laufend, bald durch einen weiteren Waldriegel, zieht er zum südlichen Ortsende von Pfongau, ab wo er für ein kurzes Unterlaufstück nordwärts bis zum Zusammenfluss mit dem Seitzbach läuft.

### Seitzbach
Der Seitzbach entsteht nordöstlich von Lengroid nahe dem Siedlungsplatz Wimmer aus dem Zusammenfluss dreier kurzer und unbeständiger Hangbäche, die auf bis etwa 710 m ü. A. ihren Lauf beginnen. Auch er fließt einmal länger und dann kürzer durch Talwald, aber dabei recht beständig nach Westen. Er zieht dabei unterhalb von Lengroid auf der linken und dann Diesenberg auf der rechten Randhöhe vorbei.

### Verlauf
Der auf etwa 565 m ü. A. durch den Zusammenfluss entstandene Pfongauer Bach läuft beständig in waldfreier Umgebung. Nachdem er Pfongau verlassen hat, durchfließt er bald ein neueres Gewerbegebiet, wendet sich dann nach Nordnordwesten und durchzieht auf diesem Kurs das nunmehr zu Straßwalchen gehörende Steindorf bei Straßwalchen, im Siedlungsbereich verdolt, wo er die B 1 unterquert und nach wieder offenem Lauf ab dem anderen Ortsende an einem Gewerbegebiet die Westbahn unterquert.
Jenseits dieser schwenkt er unter der Waldsiedlung links am Hang nach Nordosten, passiert den rechts liegenden Bahnhof Steindorf und unterquert die neuere, an der B 1 ansetzende  Strecke der B 147 und die eben von der Westbahn abgezweigte Mattigtalbahn. Bald danach tritt er ins Siedlungsgebiet von Straßwalchen ein, worin er verdolt etwa nordwärts läuft. Jenseits der B 147 tritt er wieder ans Tageslicht und fließt nun in begradigtem Graben nordostwärts bis zur Mündung von links in den Hainbachs auf etwa 530 m ü. A. am Rande eines Industriegebietes im Nordwesten von Straßwalchen.

### Einzugsgebiet
Im Südwesten grenzt das Einzugsgebiet des dem Hagenwaldbach nahe fast parallel laufenden Haldingerbachs an, der über den Steinbach, den Wallerbach, den Wallersee und die Fischach in die Salzach entwässert, teils auch das des genannten Steinbachs. Das Gebiet im Westen speist über den Wallersee ebenfalls die Salzach. Im Nordwesten fließt der nächstuntere Bach nach dem Pfongauer Bach wie dieser von links zum Hainbach, der selbst über den Schwemmbach die Mattig speist. Im Nordosten konkurriert, oberhalb der Mündung des Pfongauer Bachs, ein kleiner unbeständiger Bach zum Hainbach in Straßwalchen, dann der Hainbach selbst sowie auch und vor allem im Osten dessen Zufluss Irrsdorfer Bach (Mühlbach). Im Südosten verläuft vielleicht ein aber allenfalls kurzer Wasserscheidenabschnitt vor dem Irrsee, dessen Abfluss letztlich über die Traun die Donau erreicht, während dies bei Mattig und Salzach über den Inn geschieht.

## Ereignisse am Pfongauer Bach
Im März 2022 wurden im Pfongauer Bach hunderte tote Fische und auch Frösche von einem Anrainer entdeckt. Dieser informierte die Polizei und erstattete Anzeige. Es wurden Wasserproben entnommen und Ermittlungen gegen fahrlässiger Beeinträchtigung der Umwelt durchgeführt.
Im März 2024 gerieten durch den Defekt eines Ausbringungsschlauches 25.000 Liter Gülle unkontrolliert direkt in den Pfongauer Bach. Der Großteil der Gülle konnte jedoch schnellstens entfernt werden und so blieb der Zustand des Wassers im Bach stabil.